# Kathy Smallwood-Cook
Kathy Smallwood-Cook, nata Kathryn Jane Smallwood (3 maggio 1960), è un'ex velocista britannica.

## Palmarès
- Giochi olimpici

Mosca 1980: bronzo nella staffetta 4×100 metri.
Los Angeles 1984: bronzo nei 400 metri piani, bronzo nella staffetta 4×100 metri.
- Mondiali

Helsinki 1983: argento nella staffetta 4×100 metri, bronzo nei 200 metri piani.
- Europei

Praga 1978: argento nella staffetta 4×100 metri.
Atene 1982: argento nei 200 metri piani, argento nella staffetta 4×100 metri.
- Coppa del mondo

Roma 1981: argento nei 100 metri piani.
- Universiadi

Città del Messico 1979: argento nei 100 metri piani, argento nei 200 metri piani, argento nella staffetta 4×100 metri.
Bucarest 1981: oro nei 200 metri piani, argento nella staffetta 4×100 metri.
- Giochi del Commonwealth

Edmonton 1978: oro nella staffetta 4×100 metri.
Brisbane 1982: oro nella staffetta 4×100 metri, argento nei 200 metri piani.
Edimburgo 1986: oro nella staffetta 4×100 metri, argento nei 200 metri piani, argento nella staffetta 4×400 metri, bronzo nei 400 metri piani.